# Timring Kirke
Timring Kirke er en gammel middelalderkirke. Den er udateret, men er formentlig fra 1100-tallet. I 1773 blev kirken restaureret af Møltrups ejere og et lille tårn fjernet.
I 1919 blev kirken gennemgribende restaureret ved arkitekt Harald Lønborg-Jensen, hvorved to sideskibe samt kirketårn blev bygget til kirken. Den er dermed blevet en korskirke. Et nyt Frobenius-orgel blev indviet 1992.
Til venstre for hovedindgangen er et stort glug-hul. Under pesten i 1346 kunne de smittede stå udenfor og kigge ind i kirken og således også få glæde og gavn af gudstjenesten.
En del af kirkegården – mod nord – er fredet. Se også det specielle område, Møltrup optagelseshjems cirka 100 begravelsespladser.

## Eksterne kilder og henvisninger
- Timring Kirke hos KortTilKirken.dk